# Гейлле
Гейлле (нід. Heille) — селище в нідерландській провінції Зеландія. Входить до муніципалітету Сльойс.
До 1880 року мало статус окремого муніципалітету.